# Rhopus brachytarsus
Rhopus brachytarsus är en stekelart som först beskrevs av Mercet 1921.  Rhopus brachytarsus ingår i släktet Rhopus och familjen sköldlussteklar. Inga underarter finns listade i Catalogue of Life.